# William Stanley Haseltine
Pour les articles homonymes, voir Haseltine.
William Stanley Haseltine, né le 11 juin 1835 à Philadelphie en Pennsylvanie aux États-Unis et mort le 3 février 1900 à Rome dans le Latium en Italie, est un peintre paysagiste et dessinateur américain, à la fois associé à l'Hudson River School, à l'école de peinture de Düsseldorf et au luminisme.

## Biographie
Il naît à Philadelphie en 1835. Son père, John Haseltine, est un homme d'affaires prospère et sa mère, Elizabeth Shinn Haseltine, est une artiste peintre amateur. Il suit les cours de l'université de Pennsylvanie puis de l'université Harvard dont il sort diplômé en 1854. Il étudie brièvement la peinture auprès de Paul Weber et expose pour la première fois l'année suivante à la Pennsylvania Academy of the Fine Arts avant de partir pour l'Europe, en compagnie de Weber et de William Trost Richards. Il étudie la peinture avec des peintres de l'école de peinture de Düsseldorf avant de remonter le Rhin jusqu'en Suisse puis de découvrir l'Italie et la ville de Rome ou il s'installe à la fin de l'année 1857.
En 1858, il retourne à Philadelphie et, à la fin de l'année 1859, il s'installe à New York dans le Tenth Street Studio Building (en). Il y côtoie notamment les peintres Frederic Edwin Church, Albert Bierstadt et Worthington Whittredge. Il peint alors des paysages de la Nouvelle-Angleterre, dont les bords de mer de Narragansett, Nahant et de l'île des Monts Déserts. En 1860, il devient membre de l'académie américaine de design.
En 1864, il perd sa femme. Il passe alors du temps à former son neveu, le futur peintre Howard Russell Butler, avant de déménager avec sa nouvelle épouse en Europe. Il s'installe à Rome ou il réalise des paysages de la ville éternelle et de la campagne romaine (les thermes de Trajan, la ville d'Olevano Romano ...), de la Sicile (l'Etna, la ville de Taormine, la vallée des Temples d'Agrigente …), de l'île de Capri et de la région de la Campanie (l'Arco naturale, le port de Capri, les Faraglioni di Capri, la ville d'Anacapri, la baie de Naples, le Vésuve, la ville de Sorrente ...) et d'autres régions d'Italie (le lac Majeur, la ville côtière de Porto Venere, Venise et la basilique Santa Maria della Salute de Venise, le canal de la Giudecca, le campanile de Saint-Marc ...). Dans les années 1880 et 1890, il voyage en France, en Belgique et aux Pays-Bas, dans la région de la Bavière et dans le comté de Tyrol ou il continue à dessiner et peindre, réalisant notamment une toile du Mont-Saint-Michel en 1868. En 1874, il loue un studio dans le palais Altieri. Dans ses dernières années, il retourne de manière épisodique aux États-Unis, réalisant un dernier voyage vers la côte ouest en 1899.
Il meurt d'une pneumonie à Rome en février 1900. Il est enterré au cimetière anglais de Rome, situé à quelques kilomètres de l'église San Paolo dentro le Mura dont il avait participé au financement de sa construction en vendant certaines de ces œuvres aux enchères. Son fils, Herbert Haseltine (en), devient un sculpteur spécialisé dans les reproductions d'animaux, connu en particulier pour ces statues équestres.
Ces œuvres sont notamment visibles au Brooklyn Museum, au Cooper–Hewitt, Smithsonian Design Museum et au Metropolitan Museum of Art de New York, au Mariners' Museum (en) de Newport News, au Bowdoin College Museum of Art (en) de Brunswick, au musée d'art de l'université de Princeton, au musée de l'art de Birmingham dans l'Alabama, au musée des beaux-arts de San Francisco, au San Francisco De Young Museum, à la National Gallery of Art de Washington, au musée Brooks (en) de Memphis dans le Tennessee, à l'Art Institute of Chicago, au Butler Institute of American Art de Youngstown, au Currier Museum of Art de Manchester dans le New Hampshire, à l'Akron Art Museum, au Musée d'Art et jardins de Cummer de Jacksonville et au Georgia Museum of Art (en).

### Galerie

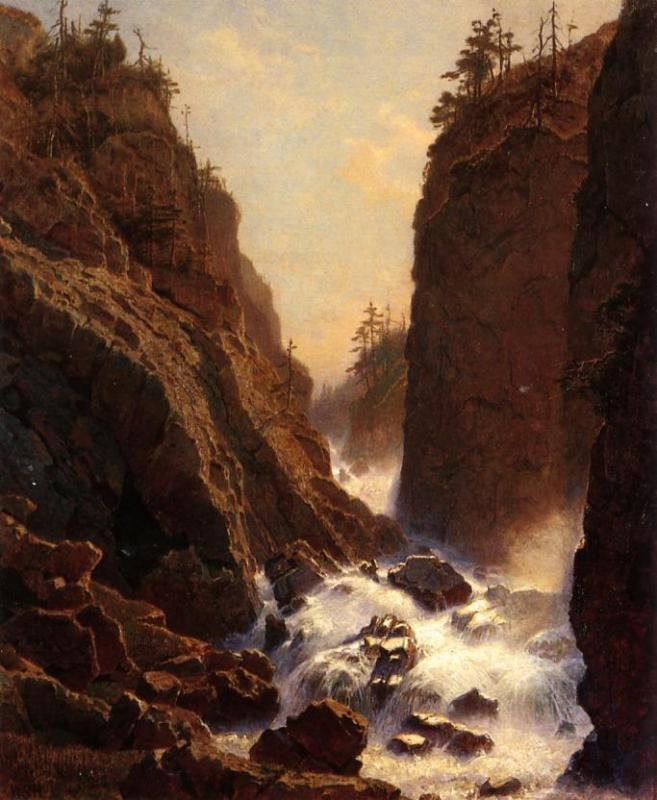
Une cascade, sans date
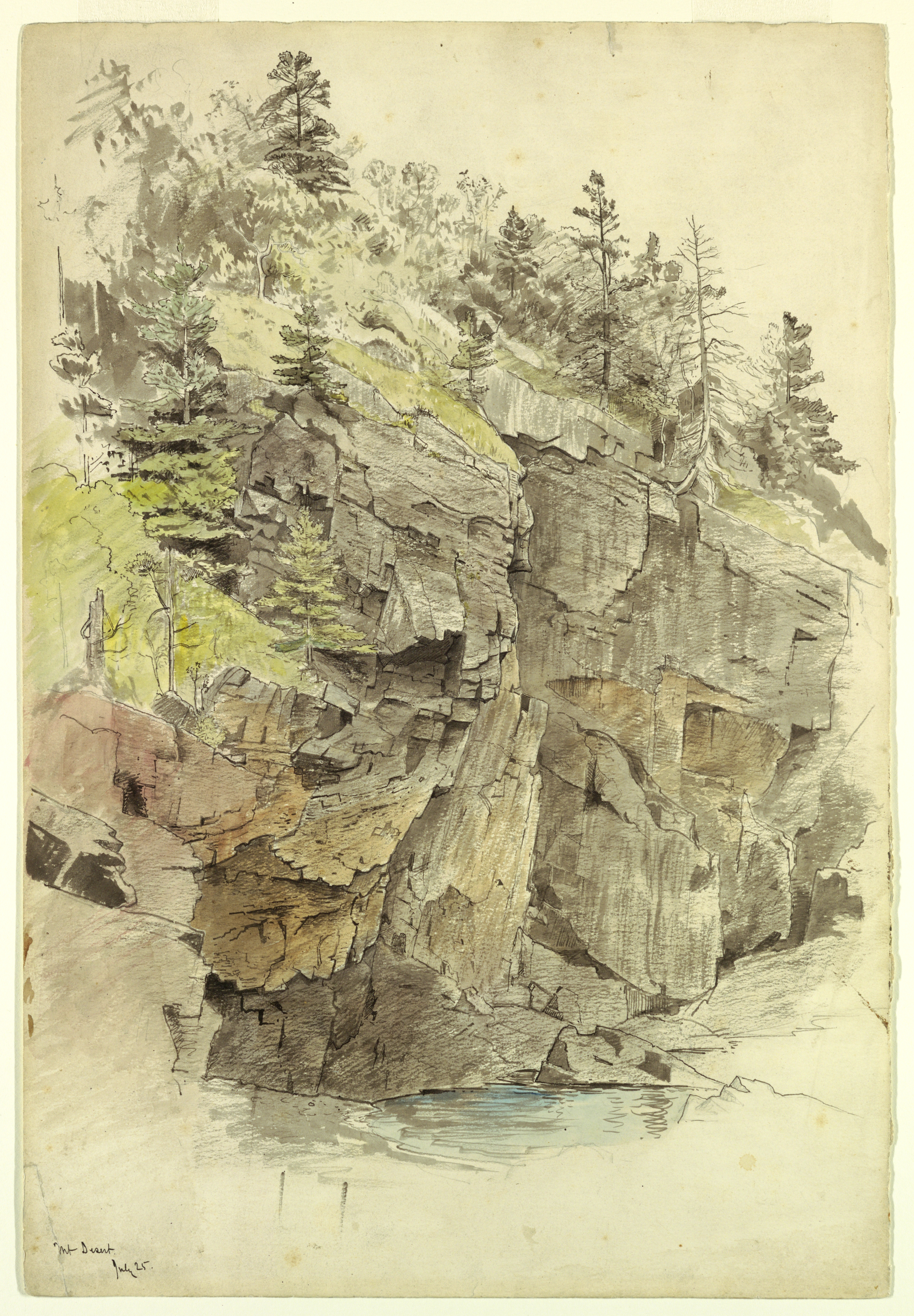
Mur de roche, près de la plage d'Otter Cliffs, sur l'île des Monts Déserts, 1859
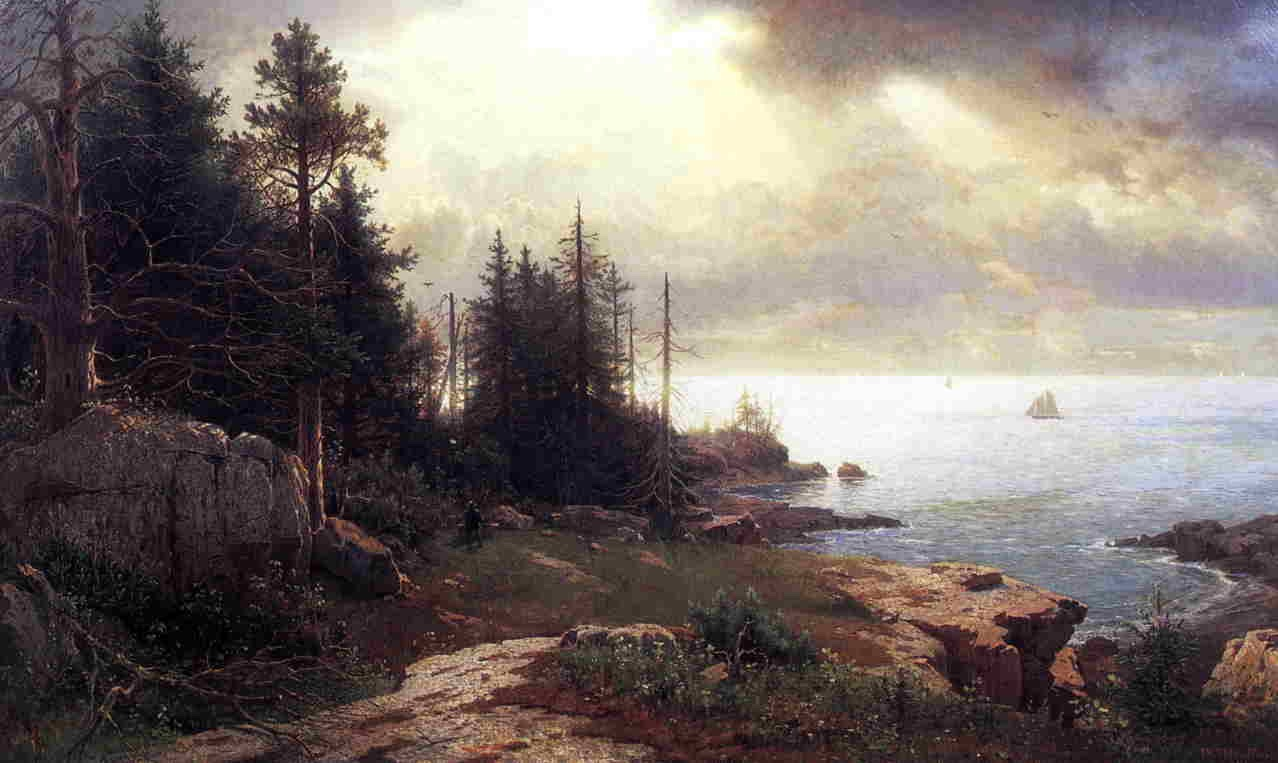
Vue de l'île des Monts Déserts, 1859
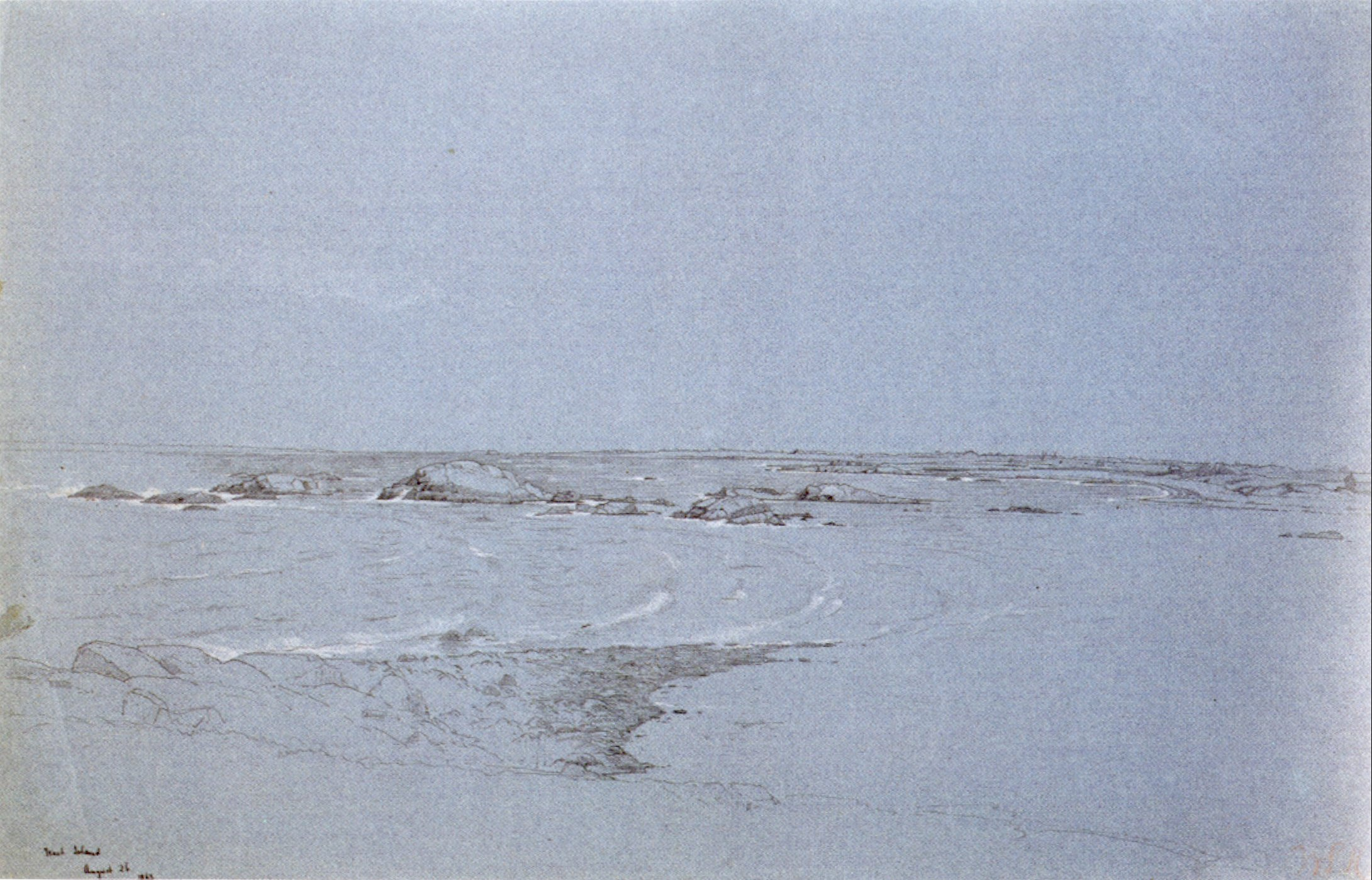
West Island, 1863
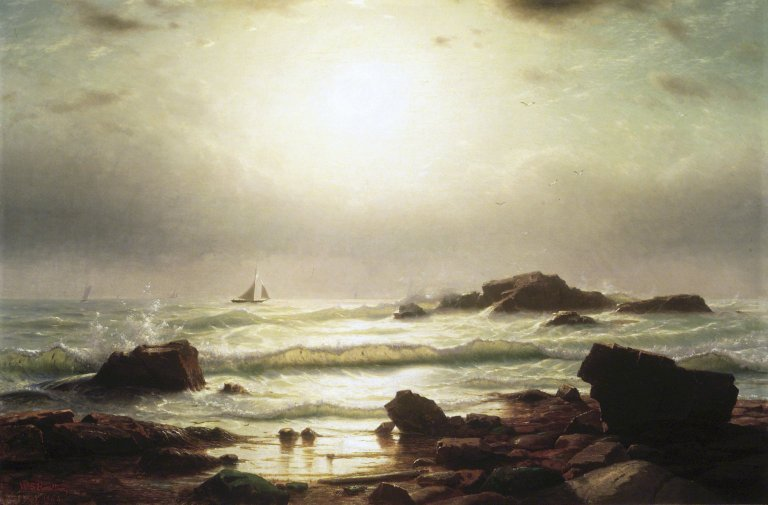
Voiliers au large de la côte rocheuse, 1864
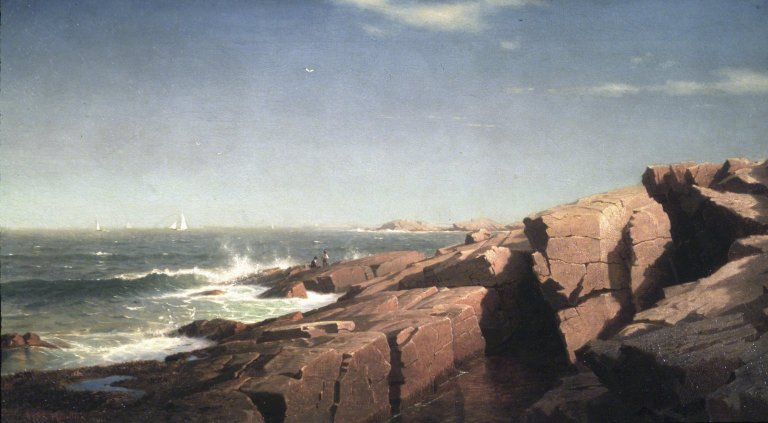
Rochers de Nahant, 1864
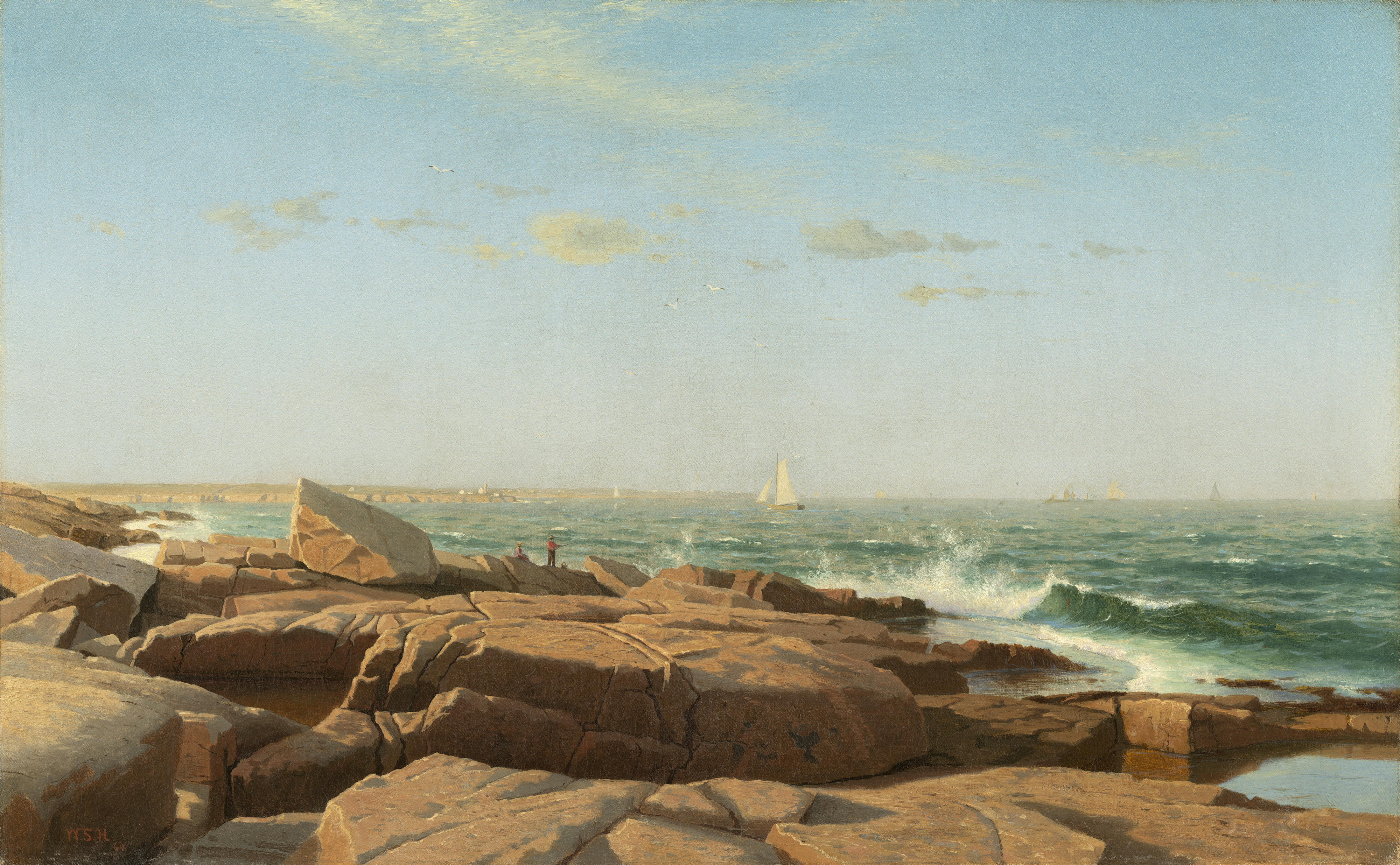
Baie de Narragansett, 1864
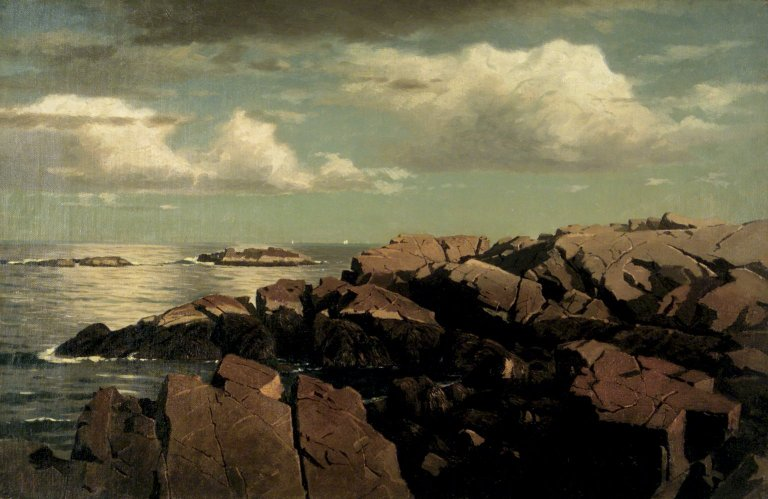
Après la pluie, 1864
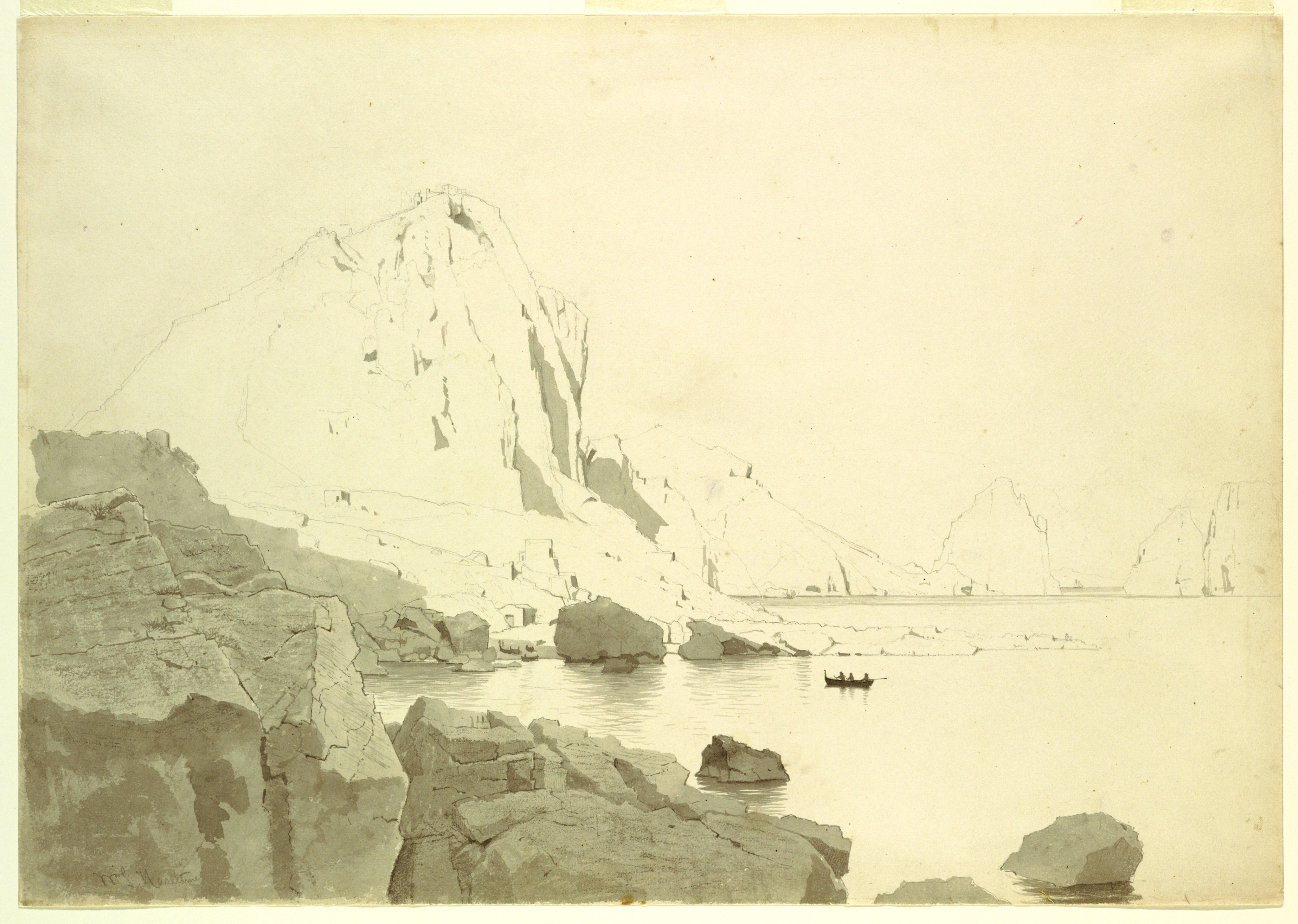
Vue de Capri montrant la côte sud et les Faraglioni di Capri, vers 1865
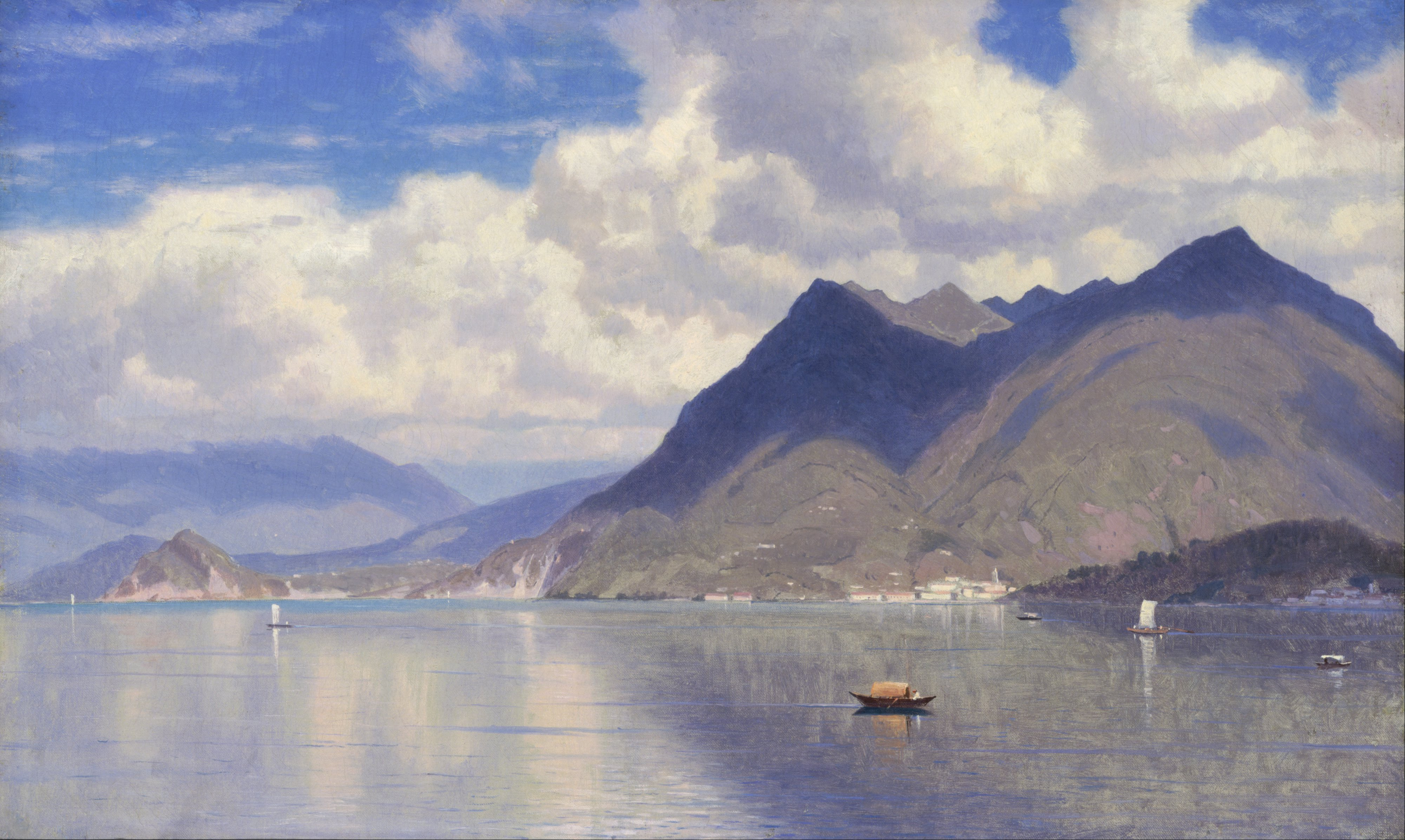
Lac Majeur, 1867
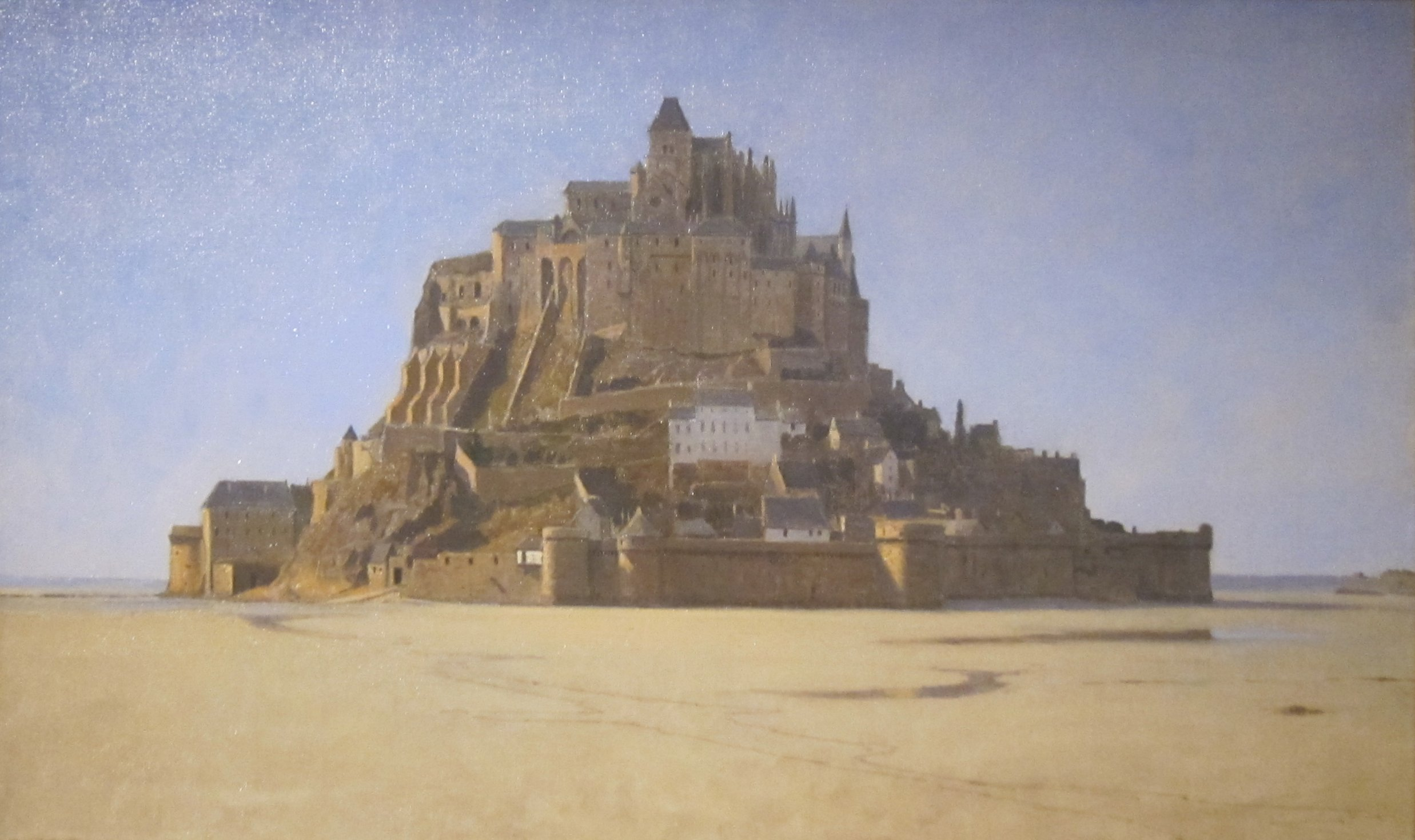
Le Mont-Saint-Michel, 1868
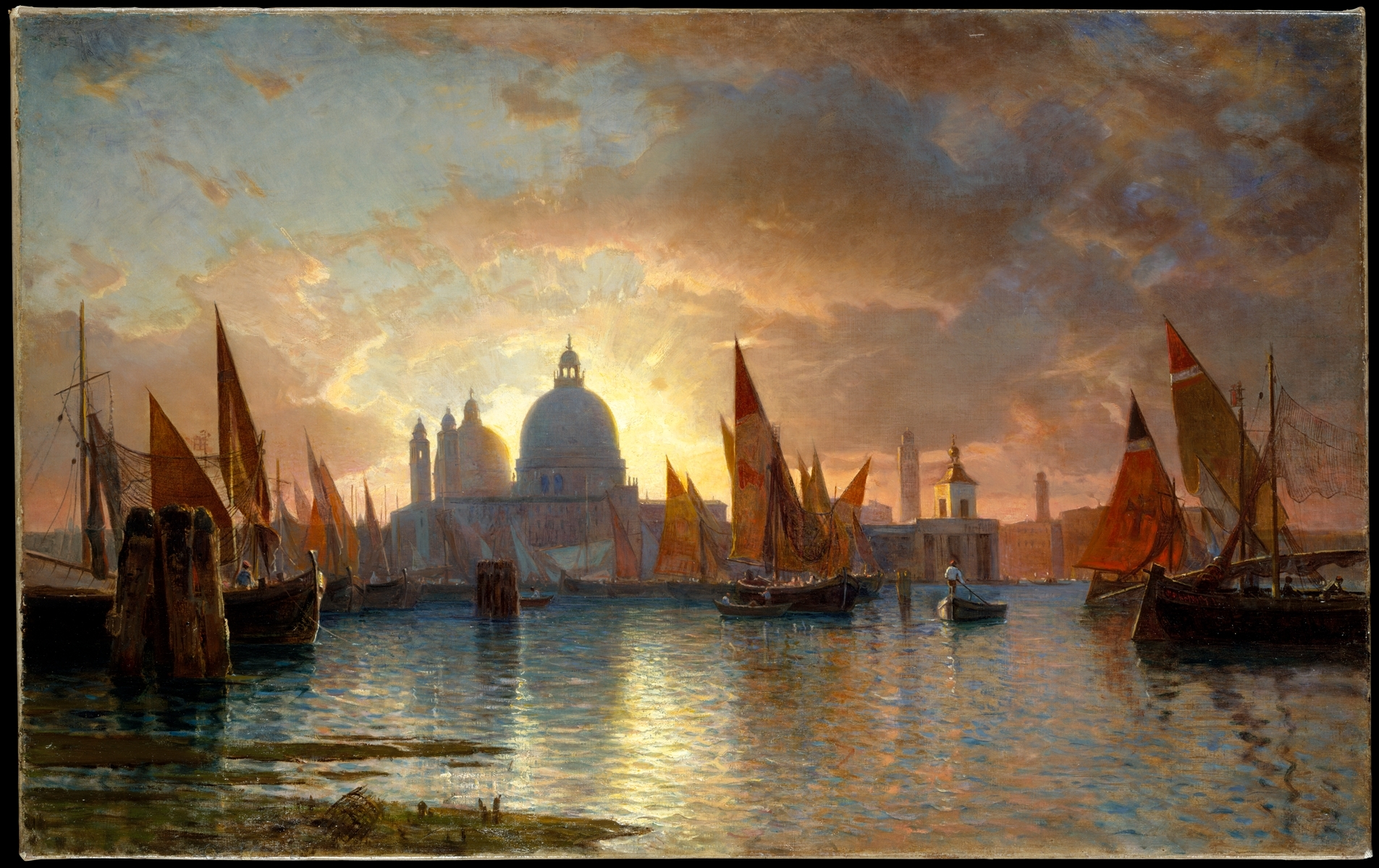
Coucher de soleil sur la basilique Santa Maria della Salute de Venise, entre 1870 et 1885
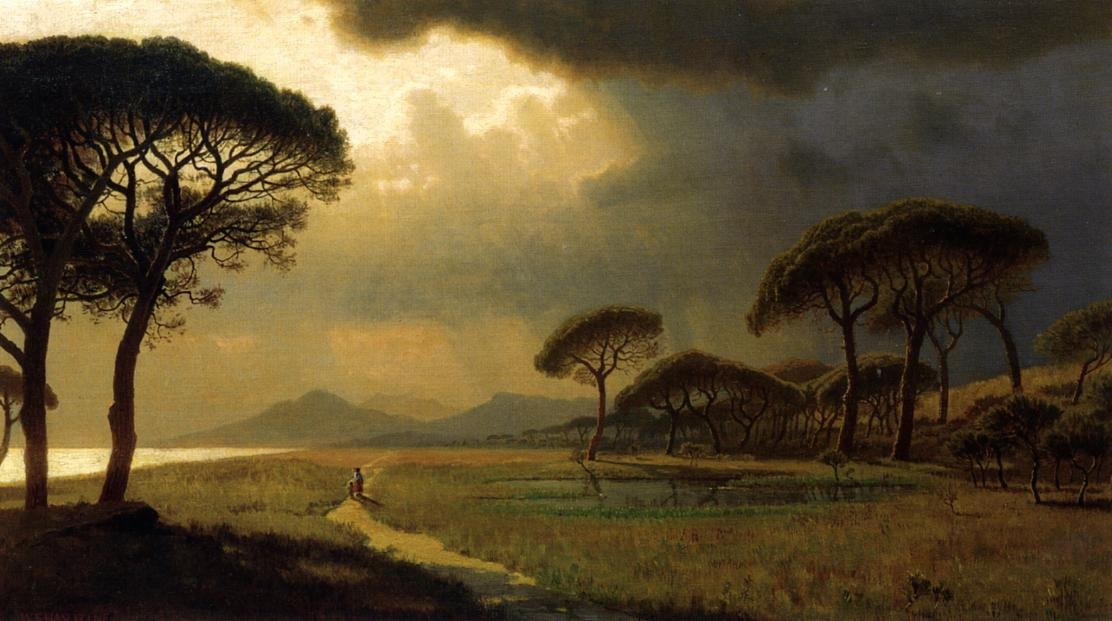
Lumière matinale sur la campagne romaine, 1871
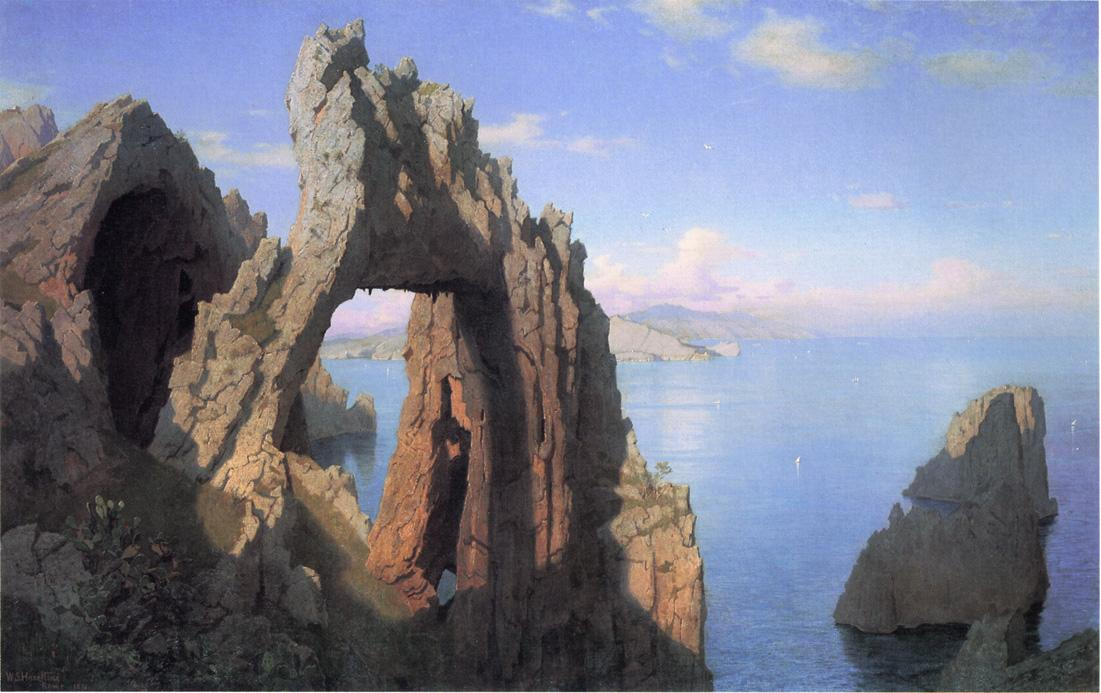
Arco naturale, vers 1870
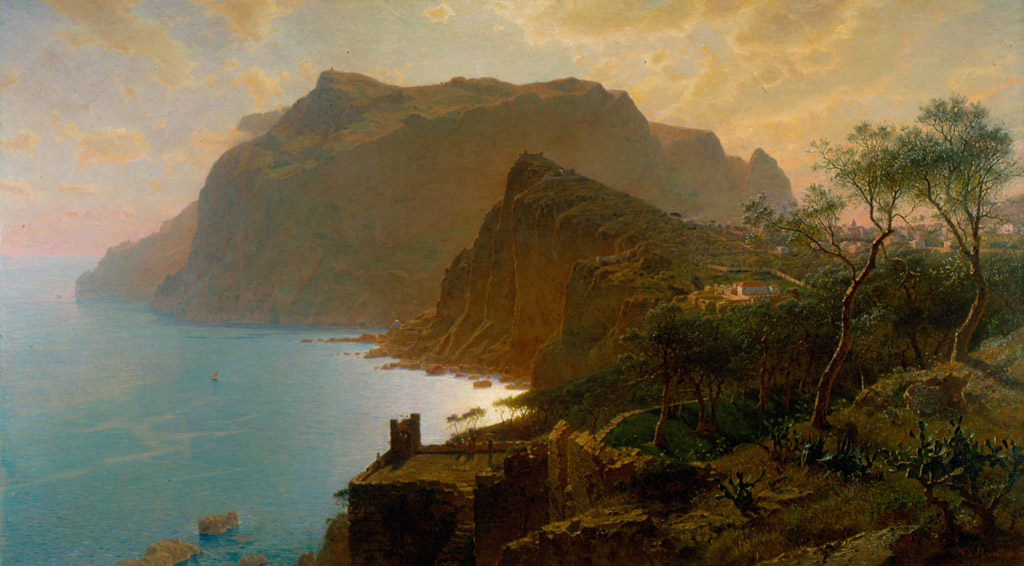
Le bord de mer à Capri, 1875
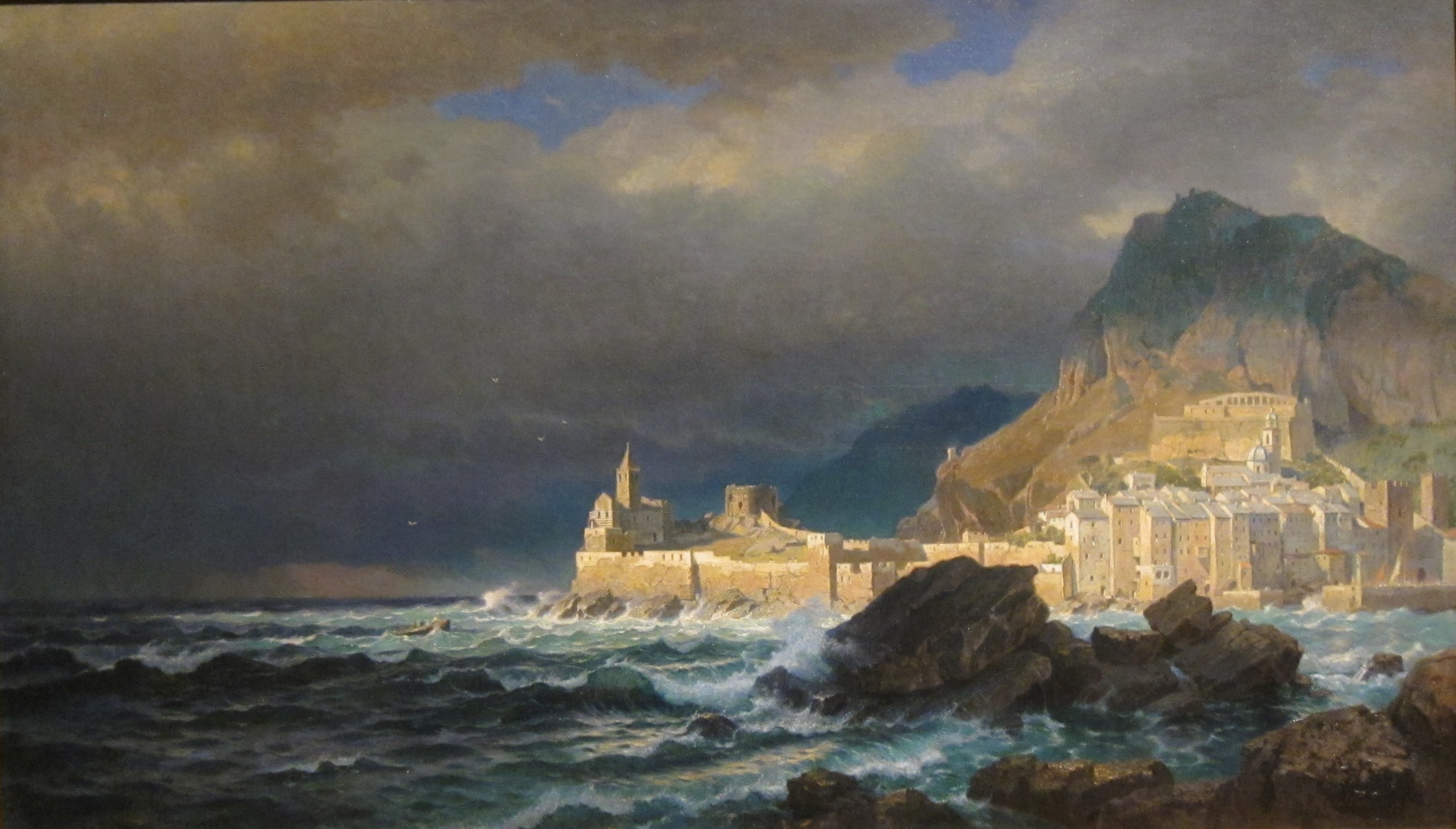
Porto Venere, 1878
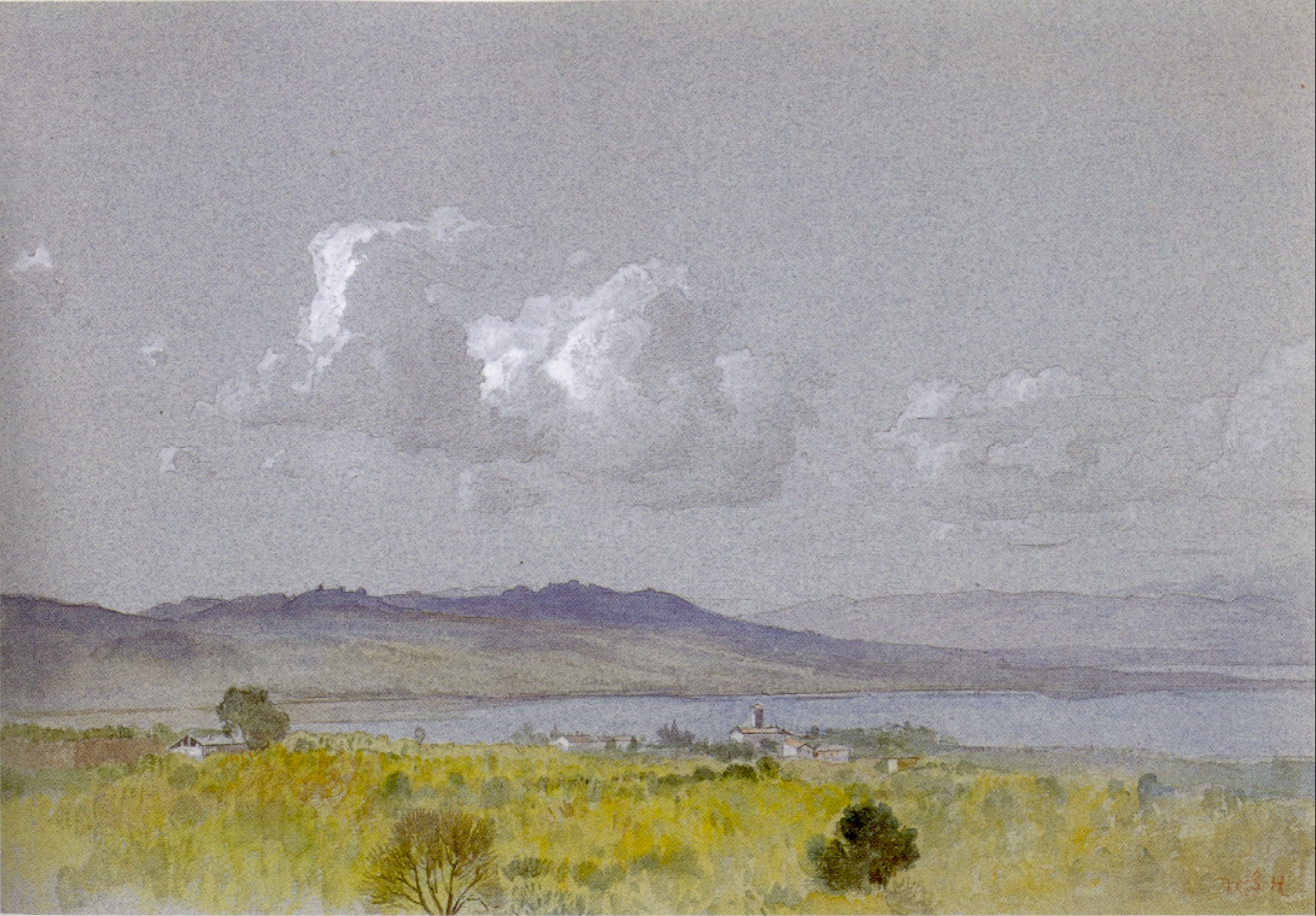
Lac des Quatre-Cantons, vers 1880
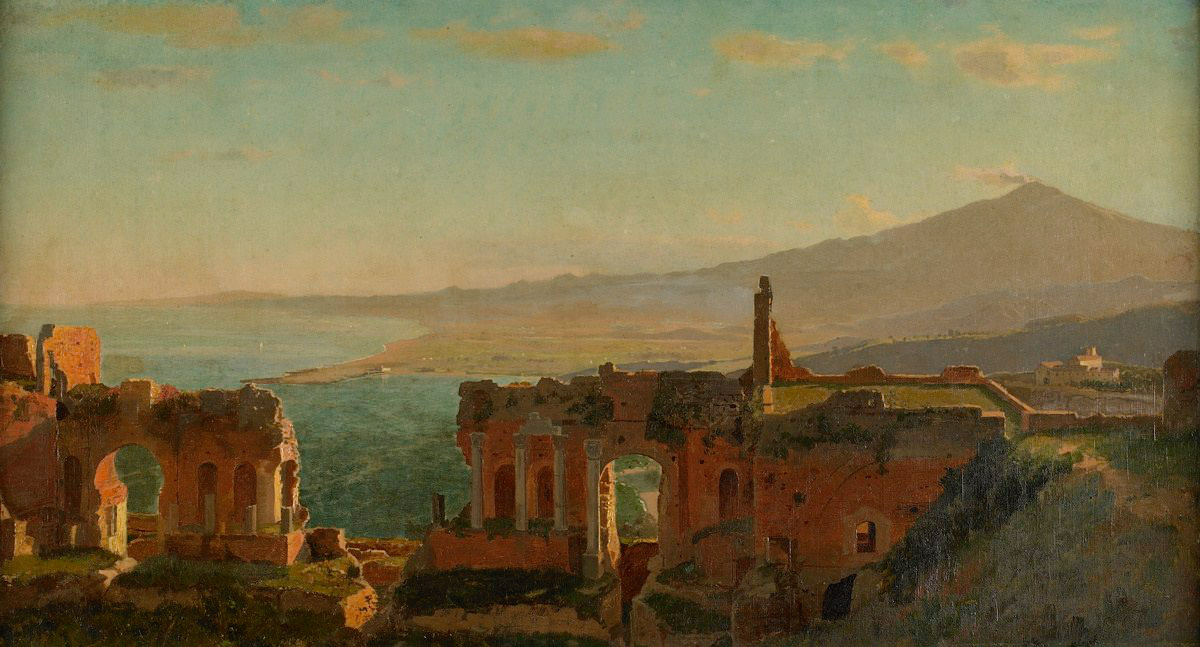
L'Etna, vue de Taormine, 1889

## Sources
- (en) William L. Vance, America′s Rome – Catholic & Contemporary Rome, New Haven, Yale University Press, 1989, 16 p. (ISBN 978-0-300-04453-9, lire en ligne), p. 211 et 270.
- (en) Natalie Spassky, American Paintings in the Metropolitan Museum of Art, New York, Metropolitan Museum of Art New York, 1985 (ISBN 978-0-87099-439-5, lire en ligne), p. 397-398-399.